# Булатов, Василий Галямович
Василий Галямович (Николаевич) Булатов  — командир пулемётного взвода 40-го стрелкового Амурского полка 102-й стрелковой дивизии 48-й армии, младший лейтенант. Герой Советского Союза.

## Биография

### Ранние годы
Василий Галямович Булатов родился в 1921 году в деревне Чутай (по другим данным, в селе Нижний Чутай), Балтасинского района, ТАССР, в семье татарского крестьянина. В 1942-м году вступил в ряды Красной армии и проходил обучение в военном училище, по окончании которого в 1944 году был отправлен на Дальний Восток в звании младшего лейтенанта. Оттуда, в составе 40-го стрелкового Амурского полка 102-й стрелковой дивизии, Булатов отправился на фронт.

### Участие в Великой Отечественной войне
Василий Булатов принимал активное участие в освобождении Белоруссии. 24 июня 1944 года пулемётный взвод, под командованием младшего лейтенанта Булатова, под плотным огнём противника форсировал реку Друть и, закрепившись на противоположном берегу, обеспечил успешное наступление с этого рубежа всей стрелковой роте. На следующий день взвод Булатова пулемётным огнём отбил три контратаки противника, при этом сам Василий Булатов лично уничтожил до взвода гитлеровцев.
Указом Президиума Верховного Совета СССР от 23 августа 1944 года за образцовое выполнение заданий командования в борьбе против немецко-фашистских захватчиков и проявленные при этом мужество и героизм Василию Галямовичу Булатову было присвоено звание Героя Советского Союза с вручением медали «Золотая Звезда».
Участник Парада Победы в Москве.

### После войны
В 1946 году Василий Булатов демобилизовался и вернулся на родину. Работал в милиции старшим оперуполномоченным уголовного розыска, а позже — заместителем начальника отделения БХСС. Заслуженный работник МВД СССР. В 1961 году окончил Казанский государственный университет. В 1965 году был назначен заместителем начальника по политико-воспитательной работе линейного отдела милиции на станции «Казань» Горьковской железной дороги.
Дослужившийся до звания подполковника МВД Василий Булатов был в дальнейшем награждён медалью «За трудовое отличие» и знаком «Заслуженный работник МВД».
Василий Галямович Булатов скончался в 1988 году. Похоронен на Татарском кладбище в Казани.

## Память
- Мемориальная доска в память о Булатове установлена Российским военно-историческим обществом на здании Чутаевской школы Балтасинского района, где он учился.